# 朱璘 (知府)
朱璘（？—？），字青岩，常熟人。生卒年不詳。
清朝康熙年間人。官至南陽知府。編有《諸葛丞相集》四卷。著有《東湖文集》三卷。